# ソユーズMS-10
ソユーズMS-10 (ロシア語: Союз МС-10) は2018年10月11日に打ち上げられたロシアの有人宇宙船である。MS-10はソユーズ宇宙船としては139番目の機体である。国際宇宙ステーションに第57次長期滞在のクルー2名を送り込むはずだったが、打ち上げ約90秒後に第1段の分離にトラブルが発生した。打ち上げ約114秒後に打ち上げ脱出システムが作動し、搭乗していたロシアのアレクセイ・オブチニン宇宙飛行士とNASAのニック・ヘイグ宇宙飛行士は無事生還した。有人のソユーズ宇宙船の打ち上げ失敗（離床後に中止されたもの）としては、1975年4月のソユーズ18a号以来のことである。離床直前に爆発・脱出したソユーズT-10-1を含めて、1983年以来の打ち上げ失敗とも報道されている。

## クルー
| 地位                | 乗務員                                                      | 乗務員                                                      |
| ------------------- | ----------------------------------------------------------- | ----------------------------------------------------------- |
| コマンダー          | アレクセイ・オブチニン (RSA) 第57次長期滞在 2度目の宇宙飛行 | アレクセイ・オブチニン (RSA) 第57次長期滞在 2度目の宇宙飛行 |
| フライトエンジニア1 | ニック・ヘイグ (NASA) 第57次長期滞在 初の宇宙飛行           | ニック・ヘイグ (NASA) 第57次長期滞在 初の宇宙飛行           |

### バックアップクルー
| 地位                | 乗務員                          | 乗務員                          |
| ------------------- | ------------------------------- | ------------------------------- |
| コマンダー          | オレグ・コノネンコ (RSA)        | オレグ・コノネンコ (RSA)        |
| フライトエンジニア1 | デイビッド・サン=ジャック (CSA) | デイビッド・サン=ジャック (CSA) |

## ミッション

### 打ち上げ中止

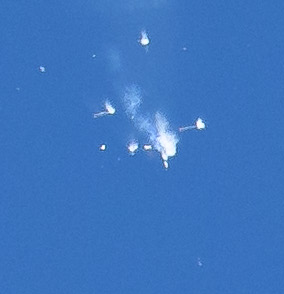
ブースター分離の際、ソユーズ-FGから落ちていくデブリ

2018年10月11日 8:40 UTCに打ち上げられたが、クルーは約90秒後に無重力状態（ロケットが自由落下していることを意味する）を感じ、管制はブースター故障を宣言した。 
ロスコスモスのセルゲイ・クリカレフによれば、失敗の主要因はロケットの第1段と第2段を分離する際に両者が衝突したことで、「標準の軌道からずれ、第2段の下部が崩壊したことが明らかである」と述べた。飛行中2分45秒にわたって「ロケット失敗」の無線通報が流れた。直ちに非常事態が宣言され、宇宙船はフェアリングに搭載された脱出用ロケットにより分離した。 分離されて弾道軌道に移行する際、クルーは約6-7Gの加速度にさらされたが、無事に帰還した。故障が発生した高度は約50キロメートルで、最大で高度約93キロメートルに到達し、打ち上げから19分41秒後に着地した。

### クルー救援
8:55 UTCには捜索救助隊が射点から402キロメートル離れた宇宙船の落下点に向かった。約25分後には捜索救助隊がクルーを発見した。NASA TVは12:04 UTCにクルーが無事にジェズカズガン空港でメディカルチェックを受けている様子を収めた写真を放送した。その後、クルーは飛行機でバイコヌール宇宙基地に戻り、家族と再会した後モスクワに向かった。

## 影響
ロシア政府は、すべての有人ソユーズ宇宙船の打ち上げを停止すると発表し、 ロスコスモスは直ちに事故調査を開始した。ロスコスモスは、先に打ち上げられたソユーズMS-09の機体に穴が開いていた事件の捜査からわずか数週間で再び調査委員会を立ち上げることになった。
ロケットの残骸を回収した後、2018年10月15日から事故調査が開始された。当初は第1段ブースターに接続されているケーブルの不具合が疑われたが、2018年10月17日までに事故調査委員会はソユーズロケットの製造工程に焦点を絞り、調査期限を2018年10月21日に設定した。
2018年10月18日までに、第1段ブースターと第1段コア機体が正しく接合されていなかったため、ブースターが破損して分離中にコア機体に接触しかねない状態にあったことが判明した。
国際宇宙ステーションに滞在中のクルーには、NASAから打ち上げ失敗が伝えられた。滞在中のクルーは係留中のソユーズMS-09を使って帰還できるが、ソユーズ宇宙船の軌道上耐用期間が200日以内となっているため、遅くとも2018年12月末までには帰還しなければならない（計画では12月中旬に帰還する予定であった）。ソユーズMS-09が帰還すると、事故調査が終わりソユーズ宇宙船の打ち上げが再開されない限り、商業乗員輸送プログラムが認証を受けるまで国際宇宙ステーションは無人状態になる。この場合、国際宇宙ステーションは適切なメンテナンスが受けられない状態となるが、地上管制が当面の間維持できるという。なお、事故の数日後にロスコスモス長官のドミトリー・ロゴージンは、オブチニンとヘイグの両宇宙飛行士を2019年初めには宇宙に送ることができる計画であると述べた。